# Norsjö VK
Norsjö Volleybollklubb är en svensk volleybollförening. Klubben bedriver verksamhet främst på ungdoms- och damsidan och har lag i Division 1 och Division 2. Under tre säsonger spelade man i Elitserien i volleyboll för damer.

## Historik
Klubben bildades  1971 som Kattisberg VK. Klubben lades ner men återuppstod 1977 och bytte 1982 namn till Norsjö VK. Föreningen har haft både dam- och herrlag men sedan tidigt 1990-tal endast damlag.
Bland föreningens främsta meriter finns ett USM-guld och en tredjeplats i Allsvenskan 2006. Denna tredjeplats gjorde att laget inför säsongen 2006-07 kvalade till Elitserien, men förlorade i två raka matcher mot Tierp. Trots detta erbjöds laget en plats i Elitserien då Tierp tackade nej till sin elitserieplats. Därmed blev Norsjö VK det nordligaste laget som någonsin spelat i damernas Elitserie.
Under den första elitseriesäsongen förlorade NVK samtliga matcher och tog endast 1 set. Trots detta behövde man inte ens kvala för att behålla sin elitserieplats nästa säsong.
Inför säsongen 2007/2008 förstärktes laget med två kanadensiska nyförvärv, Claudia Houle och Marie-Félicité Bandoumel. I övrigt bestod truppen liksom tidigare i stort sett av egna produkter. Bandoumel skadades tidigt under säsongen medan Houle gjorde succé och vann elitseriens poängliga samt tilldelades utmärkelsen Årets anfallare. Efter fem segrar kvalificerade sig laget till kvartsfinal, där man förlorade mot Sollentuna VK.
Under båda sina säsonger i Elitserien har Norsjö toppat publikligan.
Inför lagets tredje elitseriesäsong skadades Claudia Houle. Två nya utlandsproffs rekryterades, Kerri Beck från USA och Miyuki Kuroiwa från Japan. I övrigt består laget som tidigare främst av egna produkter. Säsongen blev lagets framgångsrikaste, med en 6:e plats i elitserien. I kvartsfilnaleserien åkte laget ut men tog en seger mot motståndarna Örebro.
Efter säsongen meddelade Norsjö VK att man drar sig ur elitserien inför kommande säsong på grund av bristande spelarunderlag.

### Resultat representationslag damer
...
- 1980/1981: Seger division 4
- 1981/1982: Åkte ur division 3

...
- 1995/1996: 4:a i division 1
- 1996/1997: 4:a i division 1
- 1997/1998: 1:a i division 1, förlust i kval till Elitserien
- 1998/1999: 6:a i division 1
- 1999/2000: 2:a i division 1, förlust i kval till Elitserien
- 2001/2002: 1:a i division 1, tackade nej till kval
- 2002/2003: 5:a i division 1
- 2003/2004: 1:a i division 1, tackade nej till kval
- 2004/2005: 4:a i division 1
- 2005/2006: 2:a i division 1, förlust i kval till Elitserien men erbjöds uppflyttning
- 2006/2007: 9:a i Elitserien (sist)
- 2007/2008: 8:a i Elitserien, förlust 0-3 i kvartsfinal mot Sollentuna VK
- 2008/2009: 6:a i Elitserien, förlust 1-3 i kvartsfinal mot Örebro VBS
- 2009/2010: 1:a i division 1, 3:a i Allsvenskan

### Ungdomsverksamhet
Klubben vann sin första titel på pojkungdomsnivå 2017 då de vann U18-SM. I laget ingick Joel Andersson, som senare spelat i Sveriges herrlandslag i volleyboll och David Åhman, som bland annat vunnit beachvolley-EM.

## Övriga meriter
- Ann Bergquist var nominerad till utmärkelsen "Årets Eldsjäl" som delades ut av Folkspel 2007.
- NVK tilldelades Norrmejeriers stipendium 2008.
- Tomas Bergquist utsågs till årets ledare i svensk volleyboll 2010.